# Toftir
Toftir (färöiska: Toftir, danska: Tofte) är en tätort på Färöarna. Orten ligger vid Skálafjørður på Eysturoy och är administrativt centrum för Nes kommun. Toftir har en stor fiskehamn och en fiskemottagning, båda uppförda 1969. Platsen är en del av en bebyggelse som sträcker sig tio kilometer längs Skálafjørður. Vid folkräkningen 2015 hade Toftir 787 invånare.

## Samhälle

Toftir söder om Skálafjørður.

Toftir har en historia som går tillbaka till landnamstiden, men omnämndes första gång i skrift 1584. Platsens namn innan digerdöden 1349 ska ha varit Hella. Den lokala sägnen säger att endast en kvinna överlevde digerdöden i orten, vilket gjorde att hela orten förföll. Därmed uppkom också namnet Toftir som betyder ruiner. Toftirs nuvarande kyrka, Fríðrikskirkjan, byggdes 1994.
Det lokala fotbollslaget är B68 Toftir, som spelar sina hemmamatcher på Svangaskarð arena. Anläggningen ligger i bergen utanför orten och öppnades 1980. Färöarnas herrlandslag i fotboll spelade sina hemmamatcher på denna plats innan Tórsvøllur öppnades i huvudstaden Torshamn 2000.
Toftir har en större affär med sena öppettider, ett kafé, Í Hópinum, som också verkar som lokal bar i orten, samt en affär, Navia, som säljer produkter gjorda av ull och även souvenirer. Dessa begränsade affärsmöjligheter har sin förklaring i Toftirs geografiska närhet till Runavík som endast ligger tre kilometer bort. Runavík är också Eysturoys främsta affärsstad.
Förutom fotboll finns i orten simsällskapet Flot, grundat 1984, ett volleybolllag grundat 2010 och en schackklubb, som blivit en av Färöarnas främsta. Båtklubben Bátafelagið grundades den 13 mars 2005 och två månader efter detta hölls den första Båtfestivalen i Toftir. Denna festival är årligen återkommande.

## Befolkningsutveckling
| Befolkningsutvecklingen i Toftir 1985–2015 | Befolkningsutvecklingen i Toftir 1985–2015 | Befolkningsutvecklingen i Toftir 1985–2015 | Befolkningsutvecklingen i Toftir 1985–2015 | Befolkningsutvecklingen i Toftir 1985–2015 |
| ------------------------------------------ | ------------------------------------------ | ------------------------------------------ | ------------------------------------------ | ------------------------------------------ |
|                                            |                                            |                                            |                                            |                                            |
| År                                         |                                            |                                            | Folkmängd                                  |                                            |
| 1985                                       | 1985                                       |                                            | 671                                        |                                            |
| 1990                                       | 1990                                       |                                            | 735                                        |                                            |
| 1995                                       | 1995                                       |                                            | 690                                        |                                            |
| 2000                                       | 2000                                       |                                            | 786                                        |                                            |
| 2005                                       | 2005                                       |                                            | 833                                        |                                            |
| 2010                                       | 2010                                       |                                            | 821                                        |                                            |
| 2015                                       | 2015                                       |                                            | 787                                        |                                            |
|                                            |                                            |                                            |                                            |                                            |

## Sport
- Tofta Ítróttarfelag B68

## Personligheter
- Johan M. Fr. Poulsen, politiker.